# Võ Hoàng Bửu
Võ Hoàng Bửu (sinh 10 tháng 7 năm 1968) là một cầu thủ bóng đá chơi ở vị trí tiền vệ phòng ngự cho câu lạc bộ bóng đá Cảng Sài Gòn và đội tuyển bóng đá quốc gia Việt Nam. Ông là đội trưởng của Việt Nam tại một số các giải đấu như Tiger Cup 1996 và SEA Games 1997. Ông từng giành Quả bóng vàng Việt Nam năm 1996. Sau khi giải nghệ, ông chuyển sang làm công tác huấn luyện. Võ Hoàng Bửu nổi tiếng nhờ biệt tài đá phạt đền, toàn bộ 8 bàn thắng mà ông ghi cho đội tuyển đều là những cú đá phạt đền.

## Đầu đời
Võ Hoàng Bửu sinh ngày 10 tháng 7 năm 1968 tại Sài Gòn.
Từ nhỏ, Võ Hoàng Bửu đã nảy sinh niềm đam mê với trái bóng. Ông không hứng thú với việc chơi bóng với những người bạn đồng trang lứa mà luôn hứng thú với những trận đấu khó. Dù đá với các anh lớn, là người nhỏ tuổi nhất trên sân nhưng phong cách chơi bóng của ông vẫn được đánh giá là chững chạc nhất sân và rất già dơ. Võ Hoàng Bửu luôn bị kích thích với các trận đấu căng thẳng, các đối thủ mạnh. Dưới áp lực càng lớn, ông càng chơi thăng hoa.

## Sự nghiệp câu lạc bộ
Võ Hoàng Bửu chỉ trung thành với màu áo Cảng Sài Gòn trong suốt sự nghiệp của mình. Cùng với Cảng Sài Gòn, ông đã vô địch quốc gia ba lần vào các mùa bóng 1993–94, 1997 và 2001–02 và hai Cúp quốc gia mùa bóng 1992 và 1999–2000. Võ Hoàng Bửu lần đầu tuyên bố giải nghệ vào mùa giải 2003, đúng vào mùa giải Cảng Sài Gòn xuống hạng.
Tuy nhiên, chỉ một năm sau, do Cảng Sài Gòn lâm vào tình trạng vô cùng khó khăn và thiếu nhân tố mới, Võ Hoàng Bửu lúc đó đang dẫn dắt Bình Thuận tại Giải bóng đá Hạng Nhì Quốc gia 2004 đã tái xuất sân cỏ trong màu áo câu lạc bộ cũ tại giai đoạn hai của mùa giải 2004. Ông cùng các lão tướng Huỳnh Hồng Sơn, Hồ Văn Lợi giúp Cảng Sài Gòn vô địch Giải bóng đá Hạng Nhất Quốc gia 2004, trở lại hạng đấu cao nhất quốc gia chỉ sau một mùa giải. Ông chính thức giã từ sự nghiệp vào năm 2005 ở tuổi 35.

## Sự nghiệp quốc tế
Võ Hoàng Bửu lần đầu tiên được triệu tập lên đội tuyển vào năm 1993 để tham dự Vòng loại Giải vô địch bóng đá thế giới 1994. Tại vòng loại này, ông được thi đấu chính thức trong 4 trên tổng số 8 trận. Sau đó, ông có tên trong danh sách đội tuyển tham dự SEA Games 17 tại Singapore. Ông là một trong những cầu thủ trẻ tài năng của Việt Nam được trình làng tại giải đấu này cùng các Lê Huỳnh Đức, Nguyễn Hồng Sơn. Tuy nhiên, Võ Hoàng Bửu không có nhiều cơ hội ra sân tại kỳ SEA Games này do chấn thương.
Ông là một trong những thành viên chủ chốt của Việt Nam tại các kỳ SEA Games 1995, SEA Games 1997 và đặc biệt là tại Tiger Cup 1996. Ngoài khả năng phòng ngự xuất sắc, ông còn là một chuyên gia sút phạt đền của đội tuyển và được đồng đội đặt cho biệt danh "Bửu voi" nhờ thể lực sung mãn của ông. Tại SEA Games 95, ông là người ghi bàn thắng đầu tiên cho đội tuyển Việt Nam bằng quả sút phạt đền ở phút 83 trong chiến thắng 2–0 trước Malaysia trong trận mở màn vòng bảng. Bốn ngày sau, ông là người mở tỷ số cho Việt Nam trong chiến thắng đậm 4–0 trước Campuchia trong lượt trận thứ hai của vòng bảng. Những đóng góp bền bỉ của ông tại vị trí tiền vệ phòng ngự trong suốt giải đấu ấy đã giúp đội tuyển Việt Nam đoạt tấm huy chương bạc lịch sử, mở ra một chương mới trong lịch sử bóng đá Việt Nam.
Năm 1996, trong trận giao hữu diễn ra trên sân vận động Hàng Đẫy giữa đội tuyển Việt Nam và Juventus F.C., đương kim vô địch UEFA Champions League năm đó, Võ Hoàng Bửu là người đã ghi bàn thắng rút ngắn tỉ số xuống 1–2 cho đội tuyển Việt Nam từ chấm phạt đền. Tại Tiger Cup 1996, ông mang băng đội trưởng đội tuyển và ghi bàn thắng gỡ hòa 1–1 cho đội tuyển trong trận đấu cuối cùng của vòng bảng trước Indonesia từ chấm phạt đền, trực tiếp giúp cho Việt Nam giành vé vào bán kết. Ông còn ghi được thêm 3 bàn thắng từ chấm phạt đền nữa trong giải đấu này, một bàn trong trận mở màn với Campuchia, một bàn trong trận bán kết với Thái Lan và một bàn trong trận tái đấu Indonesia, đem về tấm huy chương đồng cho Việt Nam. Với 4 bàn thắng, ông là cầu thủ Việt Nam ghi được nhiều bàn thắng nhất tại Tiger Cup 1996. Ông khép lại mùa giải thành công nhất trong sự nghiệp bằng danh hiệu quả bóng vàng Việt Nam, vượt qua hai người đồng đội Trần Công Minh và Nguyễn Hồng Sơn.
Năm 1997, ông tiếp tục là đội trưởng đội tuyển Việt Nam tại SEA Games 19 và cùng đội tuyển đoạt huy chương đồng. Năm 1998, do đã lớn tuổi và dính chấn thương, ông không còn được triệu tập vào đội tuyển quốc gia nữa. Tuy nhiên, năm 2000, ông được gọi trở lại đội tuyển tham dự Tiger Cup 2000 nhưng không để lại nhiều dấu ấn và quyết định giã từ đội tuyển ở tuổi 32.

## Sự nghiệp huấn luyện
Trước khi chính thức giã từ sự nghiệp thi đấu, Võ Hoàng Bửu từng là huấn luyện viên của Bình Thuận tại Giải bóng đá Hạng Nhì Quốc gia 2004.
Sau khi chính thức giã từ sự nghiệp cầu thủ, Võ Hoàng Bửu chuyển qua huấn luyện đội trẻ của Cảng Sài Gòn. Năm 2007, Võ Hoàng Bửu được đôn lên dẫn dắt đội một của câu lạc bộ Thép Miền Nam – Cảng Sài Gòn nhưng do sức ép công việc và rạn nứt đời tư đã khiến ông từ chức ngay giữa mùa và nhường lại vị trí cho Lư Đình Tuấn. Năm 2008, ông dẫn dắt Tây Ninh thi đấu tại Giải bóng đá Hạng Nhất Quốc gia 2008 và giúp đội bóng này trụ hạng thành công. Sau đó, ông cũng sớm chia tay câu lạc bộ Tây Ninh và trở về Thành phố Hồ Chí Minh làm bóng đá phong trào thành phố.
Năm 2009, ông được bổ nhiệm làm huấn luyện viên trưởng của Đội tuyển bóng đá U-19 quốc gia Việt Nam tham dự Giải vô địch bóng đá U-19 Đông Nam Á 2009 tổ chức tại sân nhà, giành hạng ba chung cuộc. Sau đó, ông trở lại dẫn dắt Câu lạc bộ bóng đá Thành phố Hồ Chí Minh nhưng không thành công.
Ngày 21 tháng 4 năm 2010, lãnh đạo Công ty cổ phần bóng đá Thép Miền Nam – Cảng Sài Gòn đã quyết định sa thải Võ Hoàng Bửu khỏi vị trí huấn luyện viên trưởng của Thành phố Hồ Chí Minh, thay thế ông là Nguyễn Phúc Nguyên Chương. Tuy nhiên, do e ngại sẽ vấp phải sự phản đối kịch liệt từ phía các cầu thủ, câu lạc bộ đã đưa ra một biện pháp chữa cháy là nâng cấp vị trí của ông lên cố vấn chuyên môn cho Tổng giám đốc.

## Đời tư
Vào ngày 26 tháng 9 năm 2001, khi Võ Hoàng Bửu cùng một số cầu thủ Cảng Sài Gòn đang trở về khách sạn sau chiến thắng 4–2 trước Hoàng Anh Gia Lai thì bị một nhóm thanh niên chặn lại và hành hung. Võ Hoàng Bửu là cầu thủ bị thương nặng nhất và ông còn bị giật mất một sợi dây chuyền trị giá 8 triệu đồng.
Võ Hoàng Bửu từng trải qua một cuộc hôn nhân đổ vỡ. Hiện tại, ông đã vượt qua nỗi đau và có một cuộc sống hạnh phúc với cuộc hôn nhân mới.
Năm 2006, Võ Hoàng Bửu cùng Phạm Huỳnh Tam Lang và 10 cựu cầu thủ của Cảng Sài Gòn từng bị cơ quan điều tra triệu tập do tình nghi có liên quan đến nghi án Sông Lam Nghệ An "mua" chức vô địch Giải bóng đá Vô địch Quốc gia chuyên nghiệp 2000–01. Ông luôn khẳng định mình bị oan. Sau này, dù cơ quan điều tra đã từng ra quyết định khởi tố nghi can chính Nguyễn Hữu Thắng, vụ án đã bị đình chỉ do thiếu chứng cứ vào năm 2007.

## Thống kê sự nghiệp

### Quốc tế
| Đội tuyển | Năm       | Số lần ra sân | Số bàn thắng |
| --------- | --------- | ------------- | ------------ |
| Việt Nam  | 1993      | 4             | 0            |
| Việt Nam  | 1995      | 4             | 2            |
| Việt Nam  | 1996      | 4             | 4            |
| Việt Nam  | 1997      | 9             | 1            |
| Việt Nam  | 1998      | 2             | 1            |
| Việt Nam  | 1999      | 0             | 0            |
| Việt Nam  | 2000      | 6             | 1            |
| Tổng cộng | Tổng cộng | 31            | 8            |

## Bàn thắng quốc tế
| # | Lần ra sân | Ngày                 | Địa điểm                                           | Đối thủ   | Tỷ số | Kết quả | Giải đấu                             |
| - | ---------- | -------------------- | -------------------------------------------------- | --------- | ----- | ------- | ------------------------------------ |
| 1 | 5          | 4 tháng 12 năm 1995  | Sân vận động kỷ niệm 700 năm, Chiang Mai, Thái Lan | Malaysia  | 2–0   | 2–0     | Đại hội Thể thao Đông Nam Á 1995     |
| 2 | 6          | 8 tháng 12 năm 1995  | Sân vận động tỉnh Lamphun, Lamphun, Thái Lan       | Campuchia | 1–0   | 4–0     | Đại hội Thể thao Đông Nam Á 1995     |
| 3 | 6          | 2 tháng 9 năm 1996   | Sân vận động Jurong, Jurong, Singapore             | Campuchia | 3–1   | 3–1     | Giải vô địch bóng đá Đông Nam Á 1996 |
| 4 | 7          | 11 tháng 9 năm 1996  | Sân vận động Jurong, Jurong, Singapore             | Indonesia | 1–1   | 1–1     | Giải vô địch bóng đá Đông Nam Á 1996 |
| 5 | 8          | 13 tháng 9 năm 1996  | Sân vận động Quốc gia, Kallang, Singapore          | Thái Lan  | 1–4   | 2–4     | Giải vô địch bóng đá Đông Nam Á 1996 |
| 6 | 9          | 11 tháng 9 năm 1996  | Sân vận động Quốc gia, Kallang, Singapore          | Indonesia | 3–1   | 3–2     | Giải vô địch bóng đá Đông Nam Á 1996 |
| 7 | 17         | 16 tháng 10 năm 1997 | Sân vận động Senayan, Jakarta, Indonesia           | Thái Lan  | 1–1   | 1–2     | Đại hội Thể thao Đông Nam Á 1997     |
| 8 | 19         | 19 tháng 11 năm 1998 | Hồng Kông                                          | Hồng Kông | 1–1   | 1–1     | Giao hữu                             |

## Danh hiệu
Cảng Sài Gòn
- Vô địch quốc gia Việt Nam: 1993–94, 1997, 2001–02
- Vô địch cúp quốc gia: 1992, 1999–2000
- Vô địch giải bóng đá Hạng Nhất Quốc gia: 2004

Việt Nam
- Huy chương bạc SEA Games 1995
- Huy chương đồng SEA Games 1997
- Huy chương đồng Tiger Cup 1996

Cá nhân
- Quả bóng vàng Việt Nam 1996